# جولیان گیل
جولیان الیاس گیل بلترون (انگلیسی: Julián Elías Gil Beltrán؛ زاده ۱۳ ژوئن ۱۹۷۰) بازیگر، مدل، بازرگان و مجری تلویزیون، اهل پورتوریکو زادهٔ آرژانتین است.
وی از سال ۱۹۹۵ میلادی تاکنون مشغول فعالیت بوده‌است.